# Грб папе Бенедикта XVI
Грб папе Бенедикта XVI је дизајнирао надбискуп Андреа Кордеро Ланца ди Монтеземоло (Andrea Cordero Lanza di Montezemolo) убрзо након избора папе. Грб се састоји од штита и спољних орнамената.

## Штит
Облик штита варира од уметника до уметника. На првобитној слици грба папе Бенедикта XVI облик који је изабран је облик путира. У хералдици, хералд и особа којој се додељује грб имају значајног утицаја на садржај штита. Дуготрајна традиција налаже да је једино штит једини део папског грба који се мења од папе до папе. 

### Блазон
Блазон је писани опис садржаја грба. Користи се терминологија хералдике и редослед је одређен конвенцијом. Ипак, не постоји јединствени начин да би се описао грб. Овде је наведен један од могућих описа:
Per chevron ployé Or и Gules, dexter глава Маора надесно, окруњена и са крагном, и sinister мрки медвед passant надесно носећи пакет Gules са кајшевима Argent на основи шкољка Or.
Ово би се могло описати као:
Штит подељен закривљеним линијама које се спуштају од горњег центра штита на обе стране. Горњи делови су златни (жути), а основа је црвена. У горњем десном делу (левом са тачке гледишта посматрача) је глава Маора у природним бојама који носи круну и крагну (глава је позната и као Фрајзиншки Маор или "caput ethiopicum"). У горњем левом делу је мрки медвед у пролазу у природним бојама носећи црвени пакет причвршћен сребрним (белим) кајшевима (медвед је познати и као Корбинијанов медвед. На основи је златна шкољка.

### Ознаке на грбу
Ознаке на грбу, глава Маора, Корбинијанов медвед и шкољка се појављују на папином претходном грбу, који је користио као надбискуп Минхена и Фрајзинга. Ипак, оне се не односе само на његово порекло, већ и на његову веру у Бога, на коју се хришћани позивају да би издржали искушења и напоре света, као и на његов позив да шири веру другима.

#### Шкољка
Симболимзам шкољке је вишеструк. Свети Аугустин је једном шетао уз обалу мора, размишљајући о несхватљивој тајни Светог Тројства. Наишао је на дечака који је шкољком сипао морску воду у малу рупу. Када га је Аугустин питао шта ради, он му је одговорио: „Пресипам море у ову рупу.” Тако је Аугустин схватио да човек никада неће продрети у дубине тајне Бога. Док је био доктринални кандидат 1953, Јозеф Рацингер је написао дисертацију Народ Божји и Кућа Божја у Аугустиновим учењима о Цркви, и стога има личну повезаност са мислима овог великог ушитеља Цркве.
Шкољка такође означава и ходочашће, јер се Јаковов штап, штап ходочасника, завршава шкољком. У црквеној уметности, она је симбол апостола светог Јакова, и његовог светилишта у Сантијагу де Компостели у Шпанији, вероватно једно од најпосећенијег места ходочашћа у средњем веку. Овај симбол алудира и на народ ходочасника Божјих, титулу Цркве коју је Јозеф Рацингер сковао на II Ватиканском Сабору као peritus (теолошки саветник) Јозефа кардинала Фрингса од Келна и Јулијуса кардинала Дупфнера од Минхена и Фрајзинга. Када је постао надбискуп, узео је шкољку као део свог грба. Она се може наћи и на инсигнијама Шотенклостера у Регензбургу, где се налази велико семениште дијецезе, где је Рацингер био професор теологије.
Коначно, симбол ходочашћа се може односити и на измењену улогу папе не само као владара, већ и ходочасника међу људима и нацијама света. Папа Павле VI, који је Јозефа Рацингера произвео у кардинала 1976, је често називан и Папа ходочасник, због његових великиј посета Светој Земљи, Индији, Сједињеним Државама, Колумбији, Филипинима и другде. Ово је надмашио само папа Јован Павле II са својим историјским путовањима, којих је било више од стотину. Као последица, Бенедикт XVI овим одаје почаст својим претходницима и истиче нову улогу папства, коју и он сам мора наставити и учинити својом.

#### Фрајзиншки Маор
Маорска глава је хералдичка ознака везана за Фрајзинг (Немачка). Порекло ове главе познате и као caput ethiopicum у Фрајзинг није потпуно разјашњено. Глава која гледа налево се појављивала на грбу старе кнежевине Фрајзинга најраније 1316. Неке од теорија су:
- Балтазар, један од три Мудраца, који је по легенди био Маор
- Свети Морис, римско-египатски мученик
- Свети Зено, често приказиван као Маор
- Свети Сигисмунд Бургундски, често замењиван са свети Морисом
- Свети Корбинијан, оснивач фрајзинчке Дијецезе, за кога се, погрешно, сматрало да је био Маор

#### Корбинијанов медвед
Легенда каже да је на путу за Рим, коња носача светог Корбинијана убио медвед. Он је наредио медведу да носи терет. Када су стигли, Корбинијан га је ослободио службе и медвед се вратио у Баварску. Импликација ове приче је како је хришћанство укротило и припитомило дивљаштво паганизма и тако створило темеље за велику цивилизацију у Војводству Баварске. У исто време, Корбинијанов медвед, као Божји створ носач, симболише тежину положаја који Бенедикт XVI сада носи.

## Спољни орнаменти
Према устаљеној хералдичкој конвенцији, папски грб је окруњен троструком папском Тијаром и кључевима Светог Петра. Никакав други објекат или мото се не додаје. Тијара симболише улоге и ауторитет папе, док кључеви представљају моћ да се везује и развезује на Небу и Земљи (према Мат. 16:19). Иако грб Бенедикта XVI не прати ову конвенцију (уместо Тијаре је митра, а испод грба је палијум), Тијара и кључеви су и даље симболи папске власти и даље се користе на застави и грбу Ватикана.

### Митра
На грбу Бенедикта XVI, Тијару замењује сребрна митра са три златне пруге. Оне означавају: ред, надлежност и учење (ово се донекле разликује од традиционалних значења три круне на Тијари: подучавање, владање и посвећење). Ова разлика може бити само другачији речник употребљен у новом случају, али може представљати и мењање традиционалне улоге папства у светлу претходне функције кардинала Рацингера као Декана Конгрегације за Доктину Вере. Пруге су повезане усправном златном траком, симболишући јединство у једној особи.

### Палијум
Палијум са црвеним крстовима је такође нови додатак. Она представља улогу бискупа као пастира стада које му поверава Христ. Палијум приказан на грбу је мања, новија верзија. Она је значајно мања од ранијих палијума који су више личили на православни омофорион. Омофорион се користио на Западу до Великог Раскола у XI века, а данас је и даље у употреби у православним и унијатским црквама. 

### Контроверзе
Многи хералдичари су осудили употребу митре и палијума. Сматрају да садашњи грб занемарује хералдичке конвенције, већ их мења. Приговори се могу сумирати у неколико тачака:
- Хералдика се заснива на усвојеном обичају. Уметници имају слободу у приказивању елемената грба, докле год се поштују одређена правила.
- Хералдички обичаји се заснивају на усвојеној пракси или на правилима који су задали компетентни ауторитети одговарајућим прогласима.
- Употреба Тијаре као симбола папе је усвојена пракса, са врло конзистентном применом још од XIV века.
- Употреба митре на личним грбовима бискупа је забрањена папским декретом 1969. Како је папа и бискуп, ово би се теоријски могло односити и на њега.
- Дуга традиција забрањује употребу свих спољних орнамената, осим Тијаре и кључева, на папском грбу. Ово укључује и палијум.
- Иако папа, као поглавар Цркве и владар Ватикана, има ауторитет да мења правила хералдике у Цркви да би могао користити митру и палијум, он није (још) изадо одговарајући декрет таквог садржаја.
- Ускоро након објављивања грба, Света Столива је објавила да Тијара и даље остаје симбол папства и Ватикана.
- Практична употреба неких објеката у свакодневном животу не утиче аутоматски на хералдику. Чињеница да папе нису носили тијару од 1963, а да последња тројица папа нису ни крунисана њоме, нема утицаја на хералдику. Слично је и са званично забрањеном праксом ношења галера (кардиналског црвеног шешира широког обода) од 1963, која није утицала на његову употребу на кардиналским грбовима.

Стога, према наведеним приговорима, увођење митре и палијума на папин лични грб није примерено. Према садашњим хералдичким обичајима, грб Бенедикта XVI се може представљати и са Тијаром и без палијума. 
Једна од теорија је и да митра није требало да буде промена у црквеној хералдици, већ да је само предложена, без претходног удубљивања у правила, од стране неког ко је сматрао да су спољни орнаменти само ствар личног укуса, како је то са штитом. Након што је грб званично приказан, а хералдичка грешка уочена, папа је можда одлучио да остави грб таквим да не би довео у незогдну ситуацију људе укључене у тај посао. Можда ће грб бити касније измењен без много објашњења.
На неколико места је нови папин крб приказан са Тијаром и без палијума. Најјавнији је башта у Ватикану, иза базилике св. Петра, која се може видети са врха куполе. Убрзо након смрти Јована Павла II, садржај штита је промењен, али Тијара није дирана.

### Компромис?
Ако ће напуштање Тијаре постати и формална измена у папском грбу, неки предлажу да се измени облик митре. И митра и Тијара имају заједничко порекло, од камелаукума Византијског царства. Иако не би представљала Тијару, општи изглед би био очуван.